# Empoasca pronula
Empoasca pronula är en insektsart som beskrevs av Rowland Southern 1982. Empoasca pronula ingår i släktet Empoasca och familjen dvärgstritar. Inga underarter finns listade i Catalogue of Life.